# Freedom Space
Freedom Space — благодійний проєкт, спрямований на облаштування укриттів у навчальних закладах, які слугують безпечним багатофункціональним простором для навчання, розвитку та дозвілля дітей.
Проєкт ініційовано та профінансовано компанією Freedom Holding Corp. та її генеральним директором Тімуром Турловим. Реалізацію проєкту забезпечує Благодійний фонд «Допоможемо разом», заснований народним депутатом Андрієм Богданцем.  

## Облаштування укриттів
Проєкт Freedom Space має на меті створити умови для безпеки та комфорту дітей під час повітряної тривоги, а також забезпечити безперервність навчального процесу. Станом на 2024 рік було оновлено понад 30 укриттів по всій Україні, зокрема в Тернополі, Хмельницькому, Харкові та Запоріжжі. Укриття обладнані усім необхідним для тривалого перебування та навчання під час небезпеки: системами опалення, електропостачання, вентиляції, санвузлами та іншими необхідними ресурсами.
Укриття оснащені:
- місцями для відпочинку: пуфи, лави, стільці;
- проєкторами для проведення спільних занять;
- партами й інтерактивними дошками для продовження навчання під час тривоги;
- кариматами на підлозі для відпочинку та ігор;
- запасами питної води у пляшках;
- розетками, генераторами, Wi-Fi, аптечками;
- настільними іграми для зайняття дітей на кілька годин.

## Відповідність вимогам та інспекції
Укриття відповідають вимогам ДСНС та інспектовані фахівцями відповідних служб. Вони забезпечують можливість дітям перебувати до 5 годин під час повітряної тривоги. За умов відключення електроенергії навчання не зупиняється.

## БФ «Допоможемо разом»
Благодійний фонд створили у 2020 році, під час пандемії COVID-19, з метою підтримки людей, які опинилися у складних життєвих обставинах. Фонд забезпечував ліками, їжею та предметами першої необхідності. Після початку відкритої збройної агресії Росії проти України, фонд активізував роботу, враховуючи потребу у підтримці військових та біженців. У перші тижні війни фонд надавав допомогу військовим, теробороні та переселенцям.

## Історія
Freedom Space було засновано у 2022 році. У 2023 році укриття були облаштовані в навчальних закладах Києва, Житомира, Тернополя, Хмельницького та Миколаєва. Зокрема у Києві відремонтували та оснастили укриття у трьох школах (Середній загальноосвітній школі № 229б школі I-III ступенів № 206 імені Леся Курбаса Святошинського району та комунальному закладі «Навчально-виховний комплекс «Спеціалізована школа І-II ступенів — ліцей» № 157 Оболонського району) та закладі дошкільної освіти № 373.
В Житомирі 14 вересня 2023 в рамках благодійного проєкту оснастили два укриття в місцевих школах: ліцеї № 16 та ліцеї № 23 ім. М. Очерета.
3 жовтня 2023 року відкрили чотири відремонтовані укриття у Тернополі: у Західноукраїнському національному університеті, Тернопільському академічному ліцеї «Українська гімназія» ім. І. Франка Тернопільської міської ради, Тернопільській спеціалізованій школі І-III ступенів № 3 з поглибленим вивченням іноземних мов та Тернопільському навчально-виховному комплексі «Школа-ліцей № 6 ім. Н. Яремчука» Тернопільської міської ради Тернопільської області.
4 жовтня 2023 відбулося відкриття двох сучасних бомбосховищ в м. Хмельницький: у Навчально-виховному об’єднанні №5 міста Хмельницького імені. Сергія Єфремова; Хмельницькій спеціальній загальноосвітній школі № 33.
30 жовтня 2023 у Миколаєві Freedom Space проводили відкриття укриттів у супроводі медіапідтримки для популяризації проєкту у Миколаївському ліцеї № 28 Миколаївської міської ради Миколаївської області та Миколаївській гімназії № 11 Миколаївської міської ради Миколаївської області.
4 грудня 2023 у Тернополі Freedom Space представили відремонтовані укриття у таких школах: Тернопільській загальноосвітній школі І-ІІІ ступенів № 4 Тернопільської міської ради Тернопільської області; Тернопільській загальноосвітній школі І-ІІІ ступенів № 20 імені Руслана Муляра Тернопільської міської ради Тернопільської області; Тернопільській загальноосвітній школі І-ІІІ ступенів № 24 Тернопільської міської ради Тернопільської області; Козівський ліцей ім. В. Герети Козівської селищної ради.  
5 грудня 2023 року у Львові відкрили шкільне бомбосховище в Середній загальноосвітній школі № 84 імені Блаженної Йосафати Гордашевської.
У 2024 році проєкт охопив нові міста, включаючи Запоріжжя, Кривий Ріг, Чернігів і Харків. 13 лютого 2024 року у Запоріжжі представили нові шкільні укриття: Запорізька гімназія № 101 Запорізької міської  ради; Запорізький навчально-виховний оздоровчий комплекс 110 Запорізької міської ради Запорізької області.
16 лютого 2024 у Києві в рамках благодійного проєкту ввели в експлуатацію ще два укриття: у Спеціалізованій школі №149 м. Києва та Спеціалізованій школі № 71 м. Києва.
У Кривому Розі 12 лютого 2024 відкрили три відремонтовані укриття: у Криворізькій гімназії №117 Криворізької міської ради; Криворізький Покровський ліцей Криворізької міської ради Дніпропетровської області; Криворізькій гімназії №56 Криворізької міської ради.
27 лютого 2024 року в рамках благодійного проєкту Frеedom Space було здійснено відкриття відремонтованого укриття у Гімназії № 31 гуманітарно-естетичного профілю у м. Чернігові.
У серпні 2024 в Харкові облаштували три укриття, включаючи укриття в Харківській спеціальній школі імені В.Г. Короленка для дітей із вадами зору.

## Фінансування
Freedom Space реалізували завдяки фінансовій підтримці міжнародного партнера Freedom Holding Corp. Мажоритарним акціонером міжнародного інвестиційного холдингу є підприємець та фінансист Тімур Турлов. Компанія направила 3 млн євро для облаштування 30 сучасних шкільних укриттів по всій Україні.  З першого дня повномасштабної війни в Україні Холдинг підтримує населення України. Загальна сума фінансової допомоги перевищує 14 млн євро. Кошти направляли на гуманітарну допомогу, закупівлю реанімобілів, медичного обладнання до таких фондів: «Твоя опора», «Допоможемо разом», Help Ukraine Center, Soborna Ukraine, Благодійний Фонд імені Олексія Ставніцера, «Діти героїв», а також до фандрейзингової платформи UNITED24.

## Зовнішні посилання
- Офіційний сайт Freedom Holding Corp.
- Сайт Freedom24
- Офіційний сайт Благодійного Фонду «Допоможемо разом»
- Сторінка благодійного проєкту Freedom Space